# IPEE
IPEE (Întreprinderea de Produse Electronice și Electrocasnice) Curtea de Argeș este o companie producătoare de componente electronice și electrotehnice din România.
În iulie 2006 a fost cumpărată de omul de afaceri piteștean Gheorghe Axinte, pentru suma de 1,8 milioane de euro.